# Clathrogaster vulvarius
Clathrogaster vulvarius är en svampart som beskrevs av Petri 1900. Clathrogaster vulvarius ingår i släktet Clathrogaster och familjen Hysterangiaceae.   Inga underarter finns listade i Catalogue of Life.